# Wewe gombel
Wewe Gombel är ett kvinnligt övernaturligt väsen eller ett hämndlystet spöke i javanesisk folktro. Det sägs att hon kidnappar barn.
Denna myt lärs ut för att uppmuntra barn att vara försiktiga och att stanna hemma på natten. Traditionellt representeras Wewe Gombel som en kvinna med långa, hängande bröst. Moderna representationer inkluderar vampyrliknande huggtänder. Detta är en populär anda som också förekommer i serier.

## Legenden
Spöket fick namnet Wewe Gombel eftersom det är relaterat till en händelse som enligt uråldrig folktro hände i Bukit Gombel, Semarang, där ett gift par bodde för länge sedan. De hade varit gifta i åratal, men allt eftersom insåg mannen att hans fru var karg och slutade älska henne. Mannen blev egensinnig, försummade sin fru och lämnade henne ensam under långa perioder, så att hon levde i sorg. En dag följde hon efter honom och fångade honom i ett sexuellt förhållande med en annan kvinna. Sårad av sin mans svek blev hon rasande och dödade honom. Inför brottet samlades arga grannar i en folkhop och jagade henne från byn. Hon var förtvivlad över utfrysningen och de ständiga trakasserierna och begick självmord.
Efter döden blev hennes hämndlystna ande Wewe Gombel. Sundanesisk folktro säger att hon bor i kronan på palmen Arenga pinnata, där hon har sitt bo och håller barnen hon fångar. Hon skadar dem inte och när de väl är under hennes klor är de inte rädda för henne.
Lokala traditioner säger att de barn hon fört bort har blivit illa behandlade eller försummade av sina föräldrar. Hon behandlar barnen kärleksfullt som en mormor skulle göra, tar hand om dem och skyddar dem tills deras föräldrar ångrar sig, då hon lämnar tillbaka dem. 
Wewe Gombel har släktskap med spöket känt som Hantu Kopek i malaysisk folktro.

## Moderna anspelningar
Wewe Gombel har varit med i indonesiska filmer, som 1988-filmen Wewe Gombel och 2012-filmen Legenda Wewe Gombel (The Legend of Wewe Gombel).
HBO Asia-antologiserien Folktro innehåller en anspelning av Wewe Gombel i avsnittet "A Mothers Love".
Representationer av Wewe Gombel är ibland en del av populära lokala festivaler.